# NGC 6506
NGC 6506 este o galaxie situată în constelația Săgetătorul. A fost descoperită în 29 iulie 1834 de către John Herschel.